# Sköldviksbanan
| Non-passenger head station |

| Unknown BSicon "ABZg+r" |

| Stop on track |

| Junction both to and from right |

| Station on track |

| Straight track |

| Non-passenger head station |

| Unknown BSicon "ABZg+r" |

| Stop on track |

| Junction both to and from right |

| Station on track |

| Straight track |

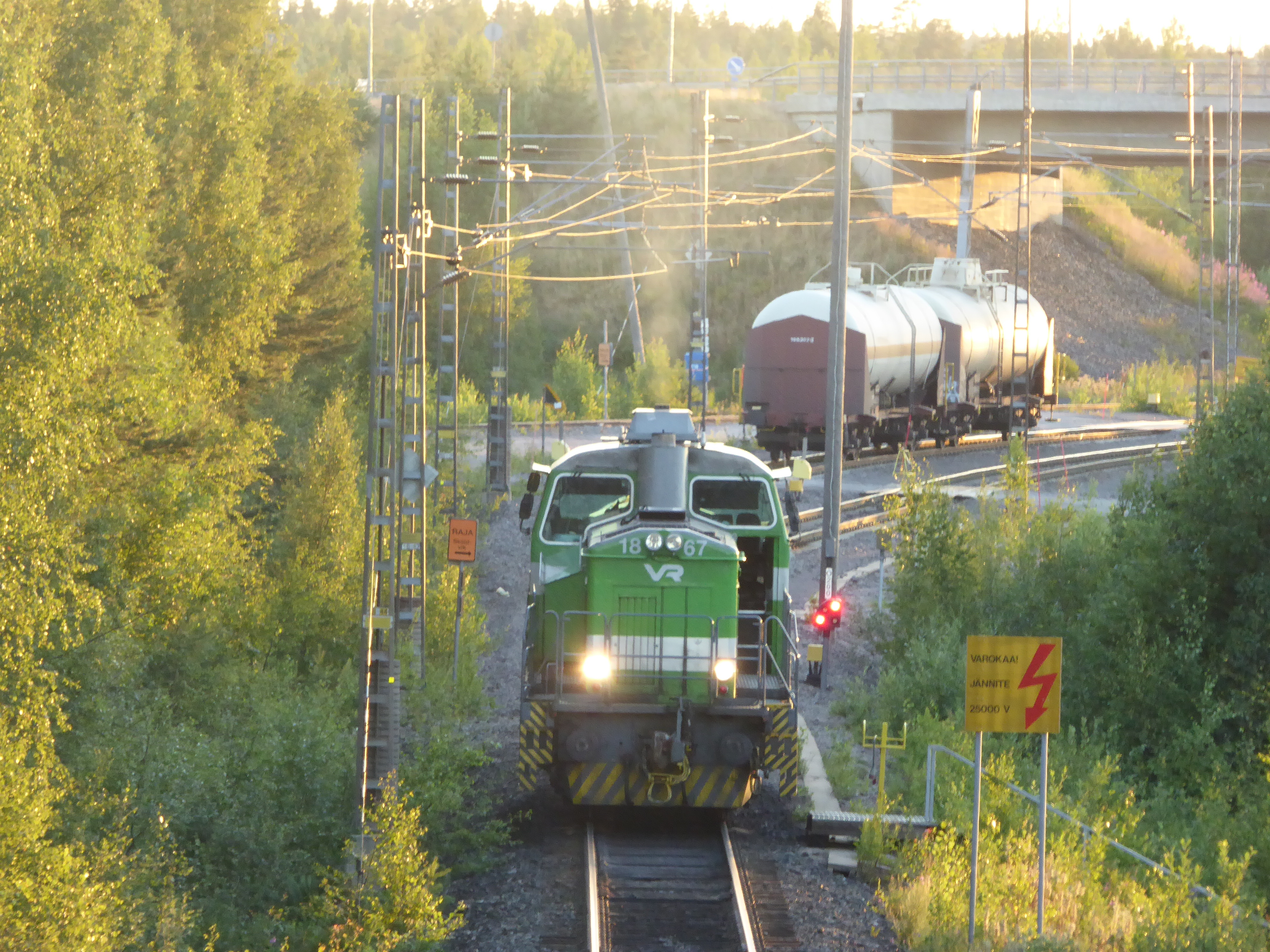
Dieselelektriskt lok Lokomo/Rauma-Repola littera Dr14 på Sköldviksbanan

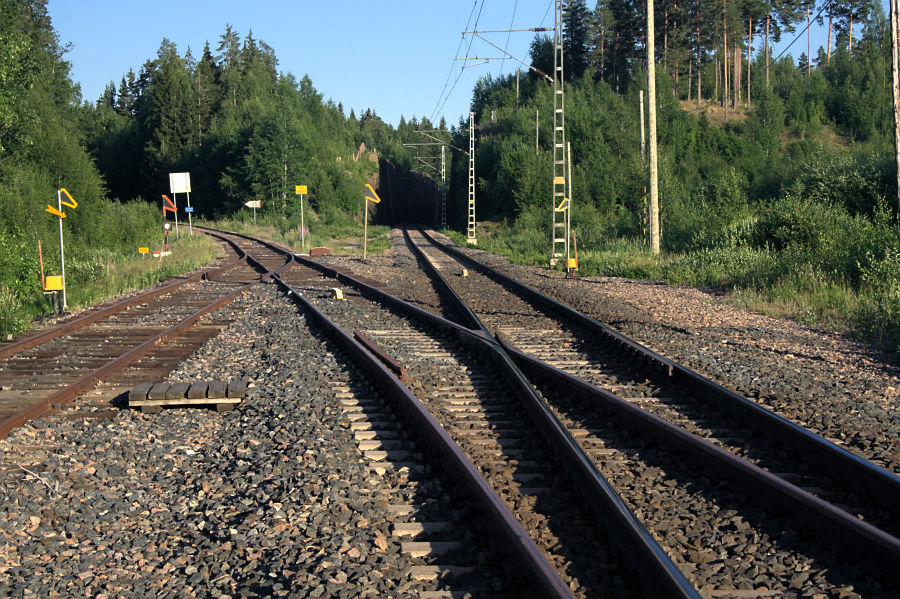
Borgåbanans hopkoppling med Sköldviksbanan i Olli

Sköldviksbanan är en del av det finländska järnvägsnätet, vilken går från Kervo järnvägsstation till Sköldviksstationen i Borgå. Bansträckningens längd är 27,5 kilometer. Den är enkelspårig, elektrifierad och utrustad med automatisk övervakning. 
Från Olli går den icke elektrifierade Borgåbanan till Borgå gamla järnvägsstation. Den trafikeras av museitåg, framför allt i Borgå museijärnvägs regi.
Bansträckningen i övrigt trafikeras främst av olje- och kemikalietåg. De främsta brukarna är de oljeraffinaderier och oljehamnen, som finns i Sköldvik.